# Выкуп головы
«Выкуп головы» («Höfuðlausn») — одно из наиболее известных произведений исландского скальда Эгиля Скаллагримссона. Точная дата создания неизвестна, приблизительно — середина X века. Написано рунхентом.

## История написания
Как рассказывается в саге об Эгиле, Эгиль, как и вся его семья, находился в натянутых отношениях с конунгом Харальдом и его детьми. Будучи в Норвегии, он убил одного из сыновей Эйрика Кровавой Секиры, чем навлёк на себя его гнев и якобы проклятие его жены-колдуньи Гуннхильд. Эгиль отправился в Англию, к королю Ательстану, у которого служил раньше. Однако его корабль разбился у берегов Нортумбрии, которой тогда правил как раз Эйрик Кровавая Секира. Друг Эгиля, Аринбьёрн был приближённым Эйрика. Эгиль направился к нему, в Йорк, столицу Нортумбрии. Аринбьёрн пытался помирить Эгиля с Эйриком, но ему удалось лишь выпросить отсрочку до утра («убийство ночью — это низкое убийство» — довод, который убедил Эйрика). За ночь Эгиль, по совету Аринбьёрна, сочинил хвалебную песнь об Эйрике. Сначала ему мешала какая-то ласточка, но Аринбьёрн её прогнал и всю ночь сидел и стерёг возле окна. Сага даёт понять, что это была Гуннхильд. Утром Эгиль исполнил свою песню и получил разрешение уехать, с условием никогда больше не попадаться на глаза Эйрику.

## Художественные особенности
Драпа написана рунхентом — единственный в скальдической поэзии размер, предусматривающий аллитерацию и конечные рифмы. Состоит из 21 висы, 6, 9, 12, 15 висы представляют собой стев. Перевод на русский язык сделан Сергеем Петровым. Текст драпы представляет собой описания доблестных действий конунга Эйрика в бою и его щедрости.